# Aléria
Aléria (klassisk grekiska Ἀλαλίη, Alaliē; latin och korsikanska Aleria) är en ort och kommun i departementet Haute-Corse på den franska medelhavsön Korsika. Den grundades 566 f.Kr. av grekiska kolonisatörer från den joniska staden Fokaia. År 2022 hade Aléria 2 239 invånare.

## Befolkningsutveckling
Antalet invånare i kommunen Aléria
Referens:INSEE

## Galleri

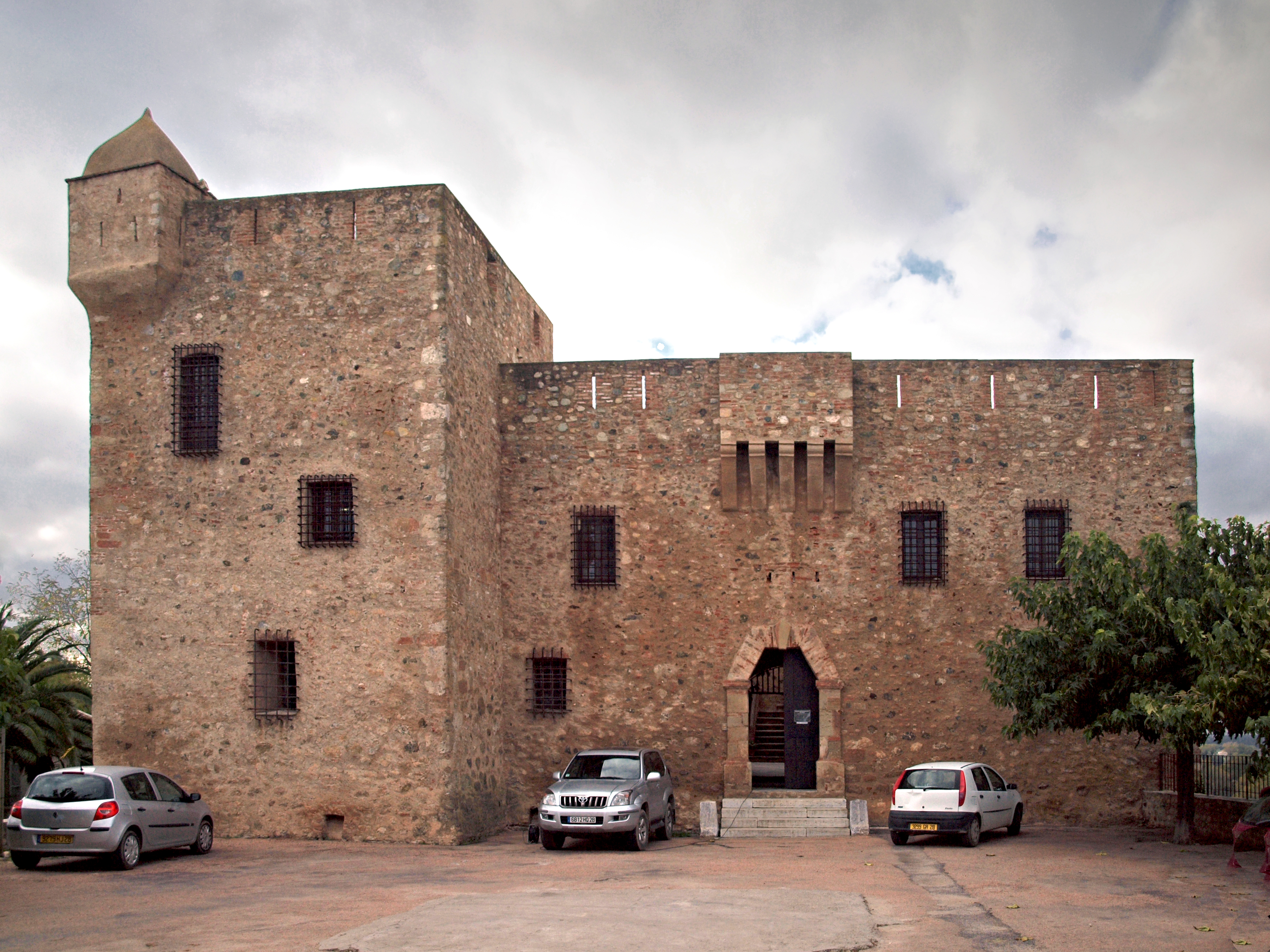
Fort de Matra i Aléria.
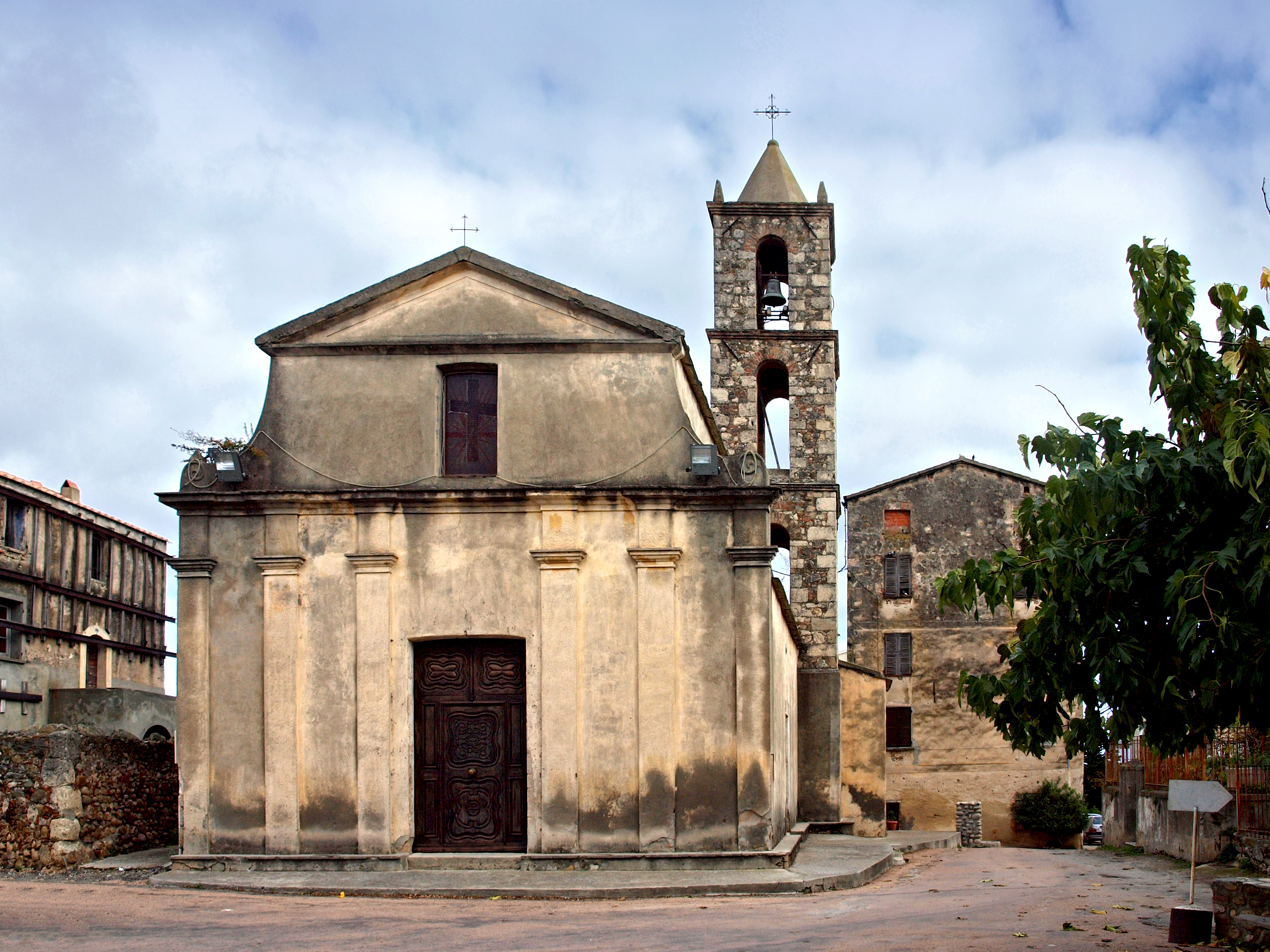
Kyrkan Saint-Macel.
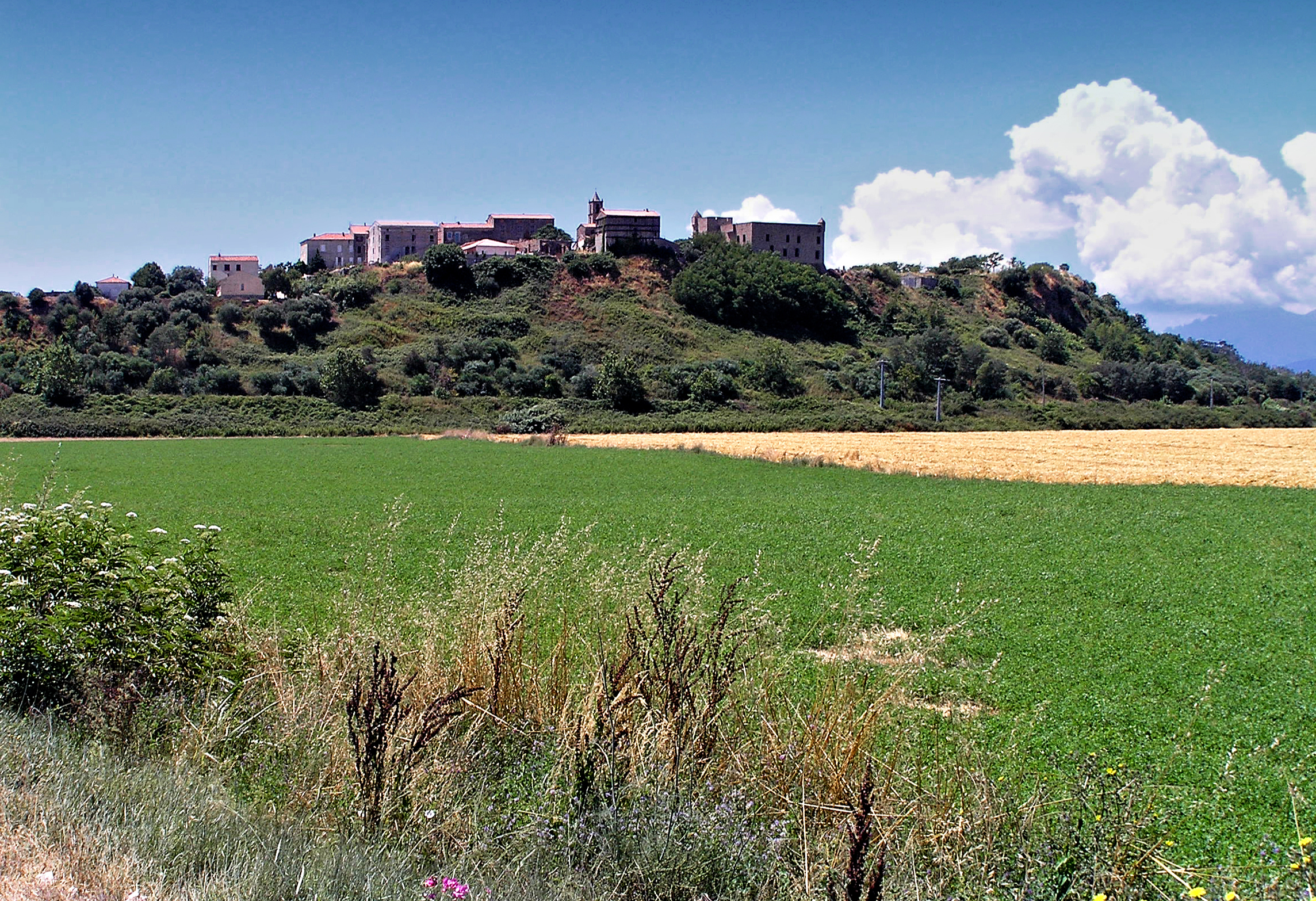
Vy över Aléria.
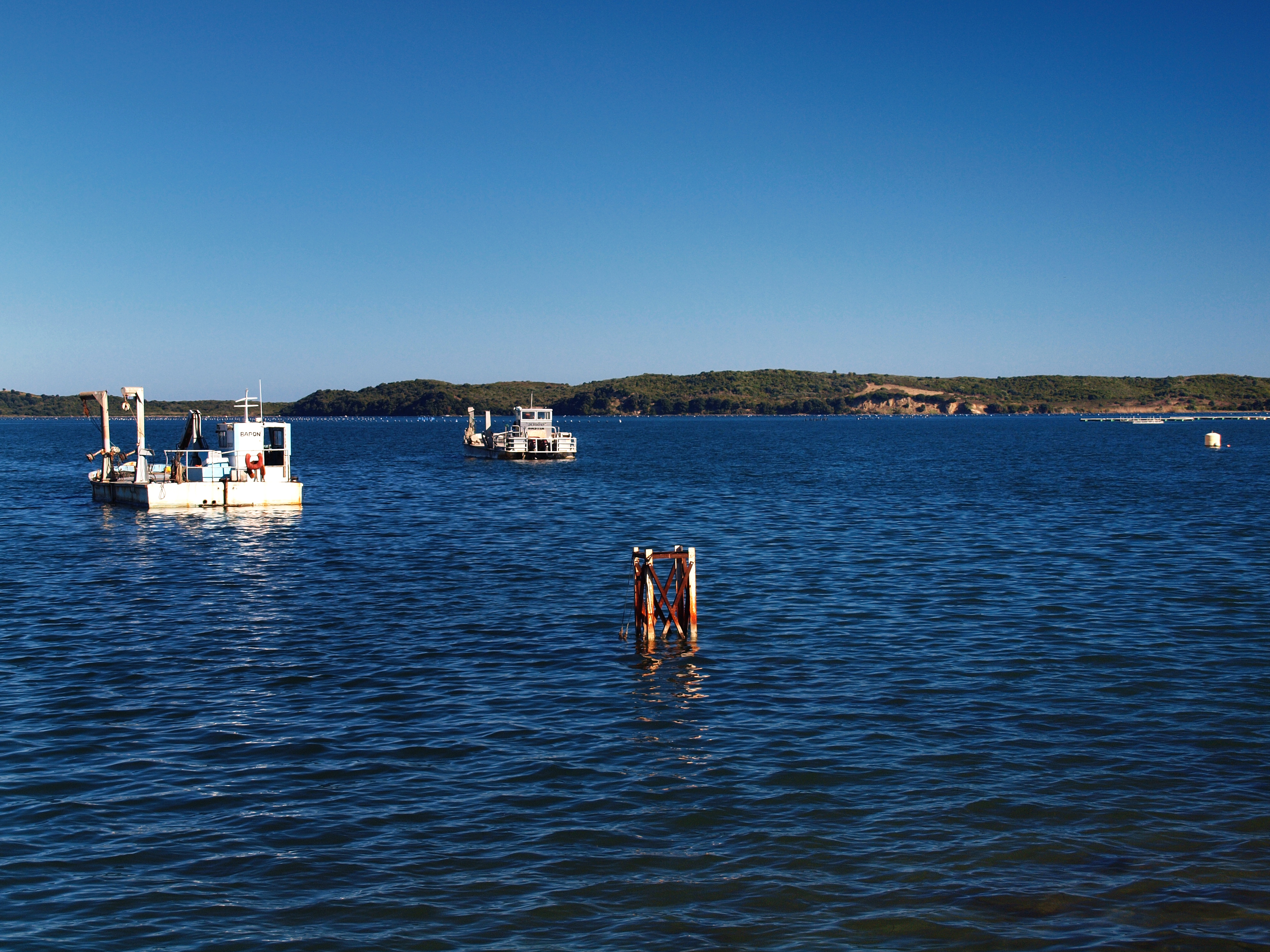
Étang de Diane.